# Диназ
«Диназ» (укр. Діназ) — украинский футбольный клуб, выступающий во Первой лиге чемпионата Украины. Представляет город Вышгород Киевской области. Домашние матчи проводит на стадионе «Диназ» в селе Демидов.

## История
Датой рождения футбольного клуба «Диназ» считается 18 апреля 1999 года — именно в день команда провела первый официальным матч в своей истории, в чемпионате Вышгородского района. Почётным президентом и основателем клуба является Ярослав Москаленко, предприниматель, родом из села Лютеж под Вышгородом, а позже — народный депутат Украины. Уже в 2000 году команда дебютировала в любительском чемпионате Украины, однако заняла последнее место в своей группе и вновь появилась на всеукраинском уровне только через 11 лет, сконцентрировавшись на областных соревнованиях и развитии детско-юношеского футбола. Выступая в чемпионате Киевской области «Диназ» собрал полный комплект наград, а также трижды становился обладателем кубка области и дважды — обладателем Суперкубка. Помимо этого, в 2016 году клуб выиграл кубок Киева, а взрослая команда дважды завоёвывала серебряные награды чемпионата Киева. Клуб регулярно участвует в соревнованиях, проводимых Киевской областной ассоциацией футбола, таких как Мемориал Олега Макарова и Мемориал Александра Щанова, победителем которого команда становилась три раза. В 2012 году «Диназ» получил бронзовые награды УЕФА в номинации «Лучший любительский клуб Европы».
Помимо выступлений на взрослом уровне, клуб имеет развитую детско-юношескую академию. В структуру «Диназа» входит более 10 команд различных возрастов, участвующих в соревнованиях детско-юношеской футбольной лиги Украины на всеукраинском и региональном уровнях. Юношеская команда клуба (до 17 лет) дважды становилась чемпионом Киева в своей возрастной группе. Воспитанниками клуба являются такие профессиональные футболисты, как Сергей Старенький и Сергей Пономаренко, выступавшие на уровне высших лиг различных стран.

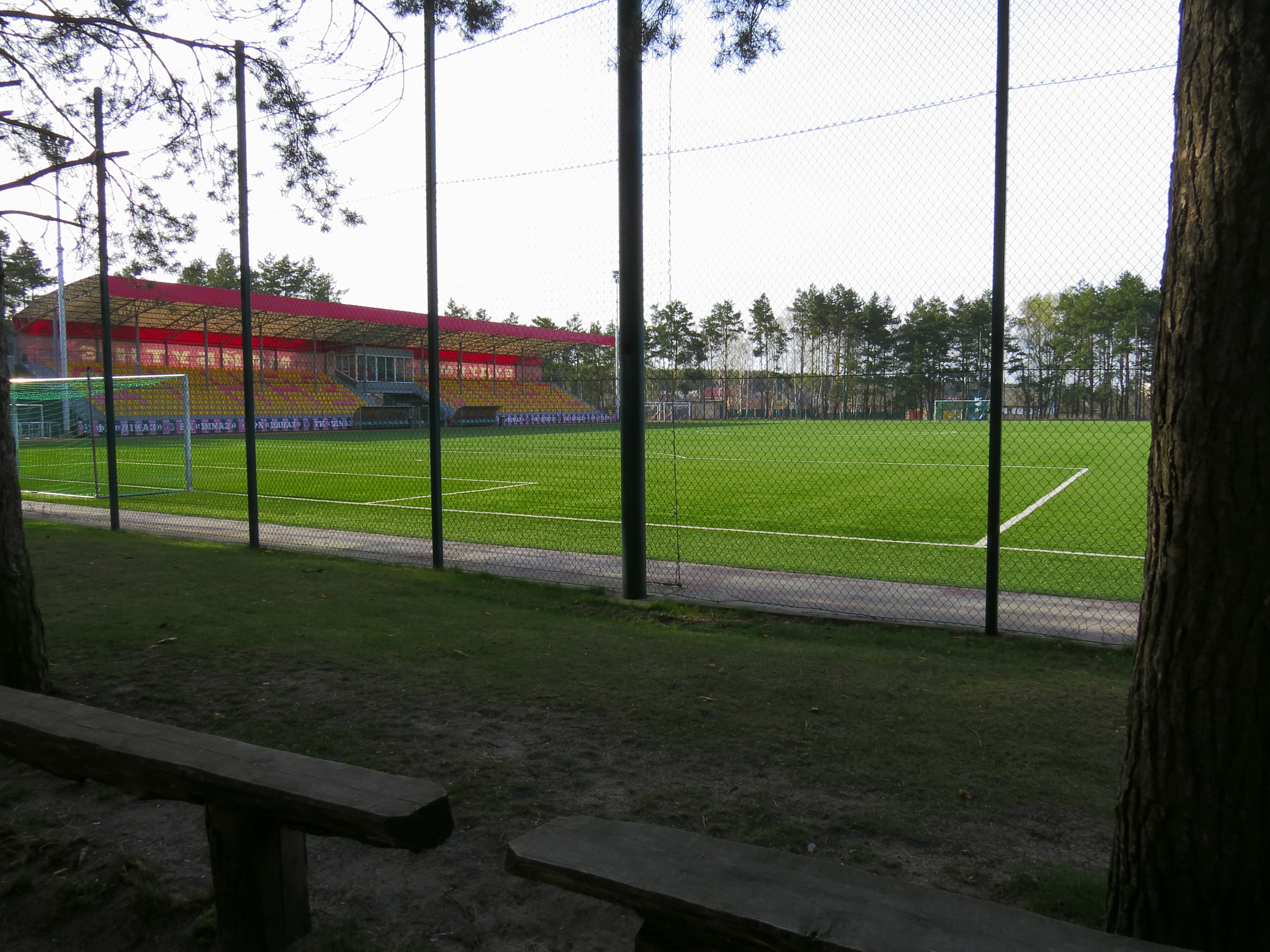
Стадион «Диназ» в Лютеже

В 2018 году клуб, в третий раз в своей истории, участвовал в чемпионате Украины среди любителей, а в следующем году успешно прошёл аттестацию Профессиональной футбольной лиги и получил право выступать во второй лиге Украины. В дебютном сезоне на профессиональном уровне команда заняла 4-е место в своей подгруппе из 11 команд. В течение последующих сезонов клуб продолжал держаться на лидирующих позициях во Второй лиге. В феврале 2022 года «Диназ» был передан в муниципальную собственность, а новым директором клуба стал действующий игрок команды Сергей Старенький. Недоигранный из-за российского вторжения, сезон 2021/22 годов, коллектив завершил на 4-й позиции в своей группе, в результате чего, в следующем чемпионате он был допущен к выступлениям в Первой лиге

## Стадион
Клуб выступает на стадионе с натуральным покрытием «Диназ», расположенном на клубной базе в селе Демидов Вышгородского района. Вместимость трибун — 500 человек. Также команде принадлежит ещё один стадион «Диназ», который находится в селе Лютеж. Лютежская арена имеет искусственное покрытие поля и трибуны на 1000 мест.

## Достижения
- Чемпионат Киевской области
  - Победитель: 2011
  - Серебряный призёр (2): 2015, 2018
  - Бронзовый призёр (3): 2005, 2007, 2010
- Кубок Киевской области
  - Обладатель (3): 2005, 2012, 2015
  - Финалист: 2006
- Суперкубок Киевской области
  - Обладатель: 2005, 2011
- Чемпионат Киева
  - Серебряный призёр (2): 2012, 2016
- Кубок Киева
  - Обладатель: 2016

## Состав
| 15 | Флаг Украины | Вр  | Александр Бандура  | 1986 |  |  |  |  |  |
| 1  | Флаг Украины | Вр  | Вадим Дмитроченко  | 1996 |  |  |  |  |  |
| 69 | Флаг Украины | Вр  | Тит Чернецкий      | 2005 |  |  |  |  |  |
|    |              |     |                    |      |  |  |  |  |  |
| 3  | Флаг Украины | Защ | Артём Вовкун       | 2001 |  |  |  |  |  |
| 24 | Флаг Украины | Защ | Андрей Волошин ()  | 1999 |  |  |  |  |  |
| 17 | Флаг Украины | Защ | Иван Котуха        | 2005 |  |  |  |  |  |
| 6  | Флаг Украины | Защ | Александр Литвинов | 2002 |  |  |  |  |  |
| 74 | Флаг Украины | Защ | Эрнест Романчук    | 2003 |  |  |  |  |  |
| 19 | Флаг Украины | Защ | Евгений Ярмак      | 1999 |  |  |  |  |  |
|    |              |     |                    |      |  |  |  |  |  |
| 4  | Флаг Украины | ПЗ  | Иван Борисенко     | 1997 |  |  |  |  |  |
| 28 | Флаг Украины | ПЗ  | Максим Ворона      | 2004 |  |  |  |  |  |
| 12 | Флаг Украины | ПЗ  | Егор Картушов      | 1991 |  |  |  |  |  |

| 13 | Флаг Украины | ПЗ  | Илья Коваленко       | 1990 |  |  |  |  |  |
| 14 | Флаг Украины | ПЗ  | Михаил Латута        | 2007 |  |  |  |  |  |
| 70 | Флаг Украины | ПЗ  | Станислав Мораренко  | 2001 |  |  |  |  |  |
| 7  | Флаг Украины | ПЗ  | Владислав Огиря      | 1990 |  |  |  |  |  |
| 97 | Флаг Украины | ПЗ  | Сулейман Сейтхалилов | 2002 |  |  |  |  |  |
| 18 | Флаг Украины | ПЗ  | Андрей Соловьёв      | 2002 |  |  |  |  |  |
| 27 | Флаг Украины | ПЗ  | Сергей Старенький    | 1984 |  |  |  |  |  |
| 5  | Флаг Украины | ПЗ  | Евгений Чепурненко   | 1989 |  |  |  |  |  |
| 8  | Флаг Украины | ПЗ  | Инал Черткоев        | 1999 |  |  |  |  |  |
|    |              |     |                      |      |  |  |  |  |  |
| 11 | Флаг Украины | Нап | Дмитрий Кулык        | 2001 |  |  |  |  |  |
| 10 | Флаг Украины | Нап | Андрей Новиков       | 1999 |  |  |  |  |  |
| 79 | Флаг Украины | Нап | Егор Шкурат          | 2002 |  |  |  |  |  |

## Руководство
- Почётный президент клуба: Ярослав Москаленко
- Директор клуба: Сергей Старенький
- Начальник команды: Дмитрий Прима
- Помощник начальника команды: Роман Капанистый

### Тренерский штаб
- Главный тренер: Александр Рябоконь
- Тренер: Александр Головко
- Тренер по физподготовке: Андрей Семёнов

## Выступления в чемпионатах Украины
| Сезон   | Дивизион            | Место в чемпионате | И  | В  | Н | П  | ГЗ | ГП | О  | Кубок Украины                | Примечания                                                                     |
| ------- | ------------------- | ------------------ | -- | -- | - | -- | -- | -- | -- | ---------------------------- | ------------------------------------------------------------------------------ |
| 2019/20 | Вторая лига Украины | 4 из 11            | 20 | 9  | 4 | 7  | 27 | 24 | 31 | Третий предварительный раунд |                                                                                |
| 2020/21 | Вторая лига Украины | 3 из 14            | 24 | 15 | 6 | 3  | 52 | 19 | 51 | Второй предварительный раунд |                                                                                |
| 2021/22 | Вторая лига Украины | 4 из 15            | 19 | 13 | 1 | 5  | 33 | 18 | 40 | Второй предварительный раунд | Розыгрыш был прерван в феврале 2022 года из-за российского вторжения в Украину |
| 2022/23 | Первая лига Украины | 12 из 16           | 22 | 5  | 7 | 10 | 23 | 38 | 21 | Не проводился                |                                                                                |
| 2023/24 | Первая лига Украины | 15 из 20           | 28 | 8  | 6 | 14 | 31 | 38 | 30 | Второй предварительный раунд |                                                                                |